# Henry Bunbury
Henry Bunbury, 3. Baronet (29 listopada 1676–12 lutego 1733) – brytyjski polityk, torys.

## Życiorys
Henry Bunbury urodził się 29 listopada 1676 roku jako syn Henry'ego Bunbury'ego, 2. baroneta oraz Mary Eyton, córki Kenricka Eytona. W 1687 roku odziedziczył tytuł po zmarłym ojcu. Wykształcenie odebrał w St Catharine’s College na Uniwersytecie Cambridge.

### Kariera
W 1699 roku został wysokim szeryfem Cheshire. Rok później dołączył do angielskiej izby gmin jako deputowany okręgu Chester, który reprezentował również w brytyjskiej izbie gmin do 1727 roku. W 1711 roku został mianowany komisarzem przychodu na Irlandię, którą to funkcję piastował do 1715 roku.

## Rodzina
15 maja 1699 roku pojął za żonę Susannę Hanmer, jedyną córkę Williama Hanmera, z którą spłodził czterech synów i pięć córek. Zmarł 12 lutego 1733 roku. Został pochowany cztery dni później w Stoke. Tytuł baroneta dziedziczyli po nim kolejno dwaj synowie – Charles i William. Jego córka Isabella wyszła za Johna Lee i była matką generała Armii Kontynentalnej Charlesa Lee.